# Charlie Chaplin's Comic Capers
Charlie Chaplin's Comic Capers va ser una tira còmica humorística basada en una celebritat de Stuart Carothers i més tard Elzie C. Segar protagonitzada per Charlie Chaplin. Va funcionar en sindicació del 29 de març de 1915 al 16 de setembre de 1917. Va ser una de les primeres historietes inspirades en la popularitat d'una celebritat i la primera.

## Antecedents
Comic Capers de Charlie Chaplin es va publicar al Chicago Herald. La tira còmica va aprofitar la tremenda popularitat del còmic en aquell moment. Va ser creat per Stewart W. Carothers el març de 1915, que va dibuixar i escriure les històries fins a la seva tràgica mort precoç per defenestració. Dos dibuixants acreditats com Warren i Ramsey es van fer càrrec de la sèrie fins que van ser substituïts per Elzie C. Segar, en aquell moment encara aficionat. El 29 de febrer de 1916 Segar va publicar la seva primera tira de Chaplin. La versió diària va funcionar fins al 15 de juliol de 1916. La seva versió de diumenge va durar més temps, des del 12 de març de 1916 fins al 16 de setembre de 1917. Va ser el seu primer treball professional en tires còmiques. Contràriament als seus predecessors, que majoritàriament manllevaven idees de les pel·lícules de Chaplin, Segar va pensar les seves pròpies bromes. Va donar a Chaplin un petit company anomenat "Luke the Gook" perquè actués com a personatge seriòs als seus gags.

## Col·leccions
El 1917, cinc llibres van ser publicats per MA Donohue & Company, en col·leccions d'estil "Best of". Quatre d'ells són llibres de pintar. Es considera que aquests llibres pertanyen a l' Edat de Platí del còmic estatunidenc.
Col·leccions publicades;
- Charlie Chaplin's Comic Capers, Serie 1, No 315
- Charlie Chaplin in the Movies, No 316
- Charlie Chaplin Up in the Air, No 317
- Charlie Chaplin in the Army, No 318
- Charlie Chaplin's Funny Stunts, a Full Color, No. 380

## Recepció
Malgrat la popularitat de Chaplin, la historieta no va ser un gran èxit als Estats Units, sobretot pel fet que tots els artistes implicats eren bàsicament aficionats. Va sortir millor al Regne Unit, on es va publicar a la revista setmanal de còmics Funny Wonder durant dècades.